# Cmentarz „Greki” w Opatowie
Cmentarz „Greki” w Opatowie – nieistniejący cmentarz prawosławny w Opatowie.
Cmentarz funkcjonował w latach 1778-1837, jako teren grzebalny parafii św. Jerzego. Prawdopodobnie pochówki na nim odbywały się do połowy stulecia, jednak w dalszym okresie nekropolią prawosławnych stał się tzw. nowy cmentarz w Opatowie. Jeszcze pod koniec XIX wieku na terenie dawnego cmentarza znajdowały się dobrze zachowane nagrobki z napisami w języku greckim, co było prawdopodobną przyczyną błędnego uznania cmentarza za grecko-ormiański, jak głosił napis na zniszczonej w 2004 bramie. Obecnie na obszarze tym zachował się tylko jeden nagrobek, prawdopodobnie z II poł. XIX wieku.